# Liste der Erzbischöfe von Ferrara
Die folgenden Personen waren Bischöfe und Erzbischöfe von Ferrara (Italien):

## Bischöfe vonVoghenza
- Julius (erwähnt 331)
- Oltrandus (4. Jh.)
- Heiliger Leo I. (erwähnt 364)
- Constantius (erwähnt 379 und 390)
- Agatho (erwähnt 390)
- Virginius (erwähnt 431)
- Marcellinus (erwähnt 442)
- Joannes I. (erwähnt 462)
- Marcellus (erwähnt 494)
- Giorgio ? (525–545)
- Mauricino ? (545–548)
- Victor (circa 560–596)
- Martinus (erwähnt 608)
- Heiliger Leo II. (611–620)
- Marinus (erwähnt 657)
- Andreas I. (erwähnt 678)
- Justinus (erwähnt 680)
- Oldradus (um 682–685)
- Maurelius (685 oder 686–?)
- Joannes II. (erwähnt 772)
- Andreas II. (816–827)
- Costantinus (erwähnt 861)
- Viator (869–882)

## Bischöfe von Ferrara
- Martinus II. (936–968) (Bischofssitz nach Ferrara verlegt)
- Leo III. (970–981)
- Gregorius (988–998)
- Ingo (Ugo) (1010–1015)
- Rolandus (erwähnt 1031)
- Ambrosius (erwähnt 1032)
- Rolandus II. (erwähnt 1040, 1055–1057, 1063)
- Georgius (1065–1068)
  - Samuel, Gegenbischof (1068)
- Gratianus (1068–1083)
- Mauricinus (1084–1088)
  - Guido, Gegenbischof (1086)
- Landulfus (1099–1139)
- Grifo (1139–1155), Kardinal
- Amatus (1158–1173)
- Presbiterinus (1175–1181)
- Thebaldus (1183–1186)
- Stephanus (1186–1189)
- Uguccione da Pisa (1190–1210)
- Rolandus (1214–1231)
- Grasendinus (1237–?)
- Filippo Fontana (1239–1250)
- Joannes Querini (1252–?)
- Seliger Alberto Pandoni OESA (1257–1274)
- Guglielmo di San Lorenzo (1274?–1281)
- Federico di Front e San Martino (1289–1303)
- Ottobono del Carretto (1304)
- Guido de Pileo OP (1304–1332)
- Guido da Baisio (1332–1349)
- Filippo d’Antella (1349–1357)
- Bernardo de la Bussière OCist (1357–1372)
  - Pietro D’Estaing OSB, Administrator (1372–1374)
- Seliger Aldobrandino d’Este (1377–1381), Kardinal
- Guido II. da Baisio (1382–1383)
- Tommaso Marcapesci (1384–1393)
- Nicolò Roberti OP (1393–1410)
- Pietro Boiardi (1410–1430)
- Giovanni Tavelli da Tossignano CASH (1431–1446)
- Francesco de Lignamine (1446–1460)
- Lorenzo Roverella (1460–1474)
- Bartolomeo della Rovere (1474–1494)
- Juan Kardinal de Borja Lanzol de Romaní (1494–1497)
- Ippolito I. Kardinal d’Este (1503–1520)
  - Giovanni Kardinal Salviati, Apostolischer Administrator (1520–1550)
- Luigi Kardinal d’Este (1550–1563)
- Alfonso Rossetti (1563–1577)
- Paolo Leoni (1577–1590)
- Giovanni Fontana (1589–1611)
- Giovanni Battista Leni (1611–1627)
- Lorenzo Kardinal Magalotti (1628–1637)
- Francesco Maria Kardinal Machiavelli (1639–)
- Carlo Kardinal Pio di Savoia (1655–1663)
- Giovanni Stefano Kardinal Donghi (1663–1669)
- Carlo Kardinal Cerri (1670–1690)
- Marcello Durazzo (1690–1691) (dann Erzbischof von Spoleto)
- Domenico Kardinal Tarugi (1696)
- Fabrizio Kardinal Paolucci (1698–1701)
- Taddeo Luigi Kardinal dal Verme (1702–1717)

## Erzbischöfe von Ferrara
- Tommaso Kardinal Ruffo (1717–1738)
- Raniero Kardinal d’Elci (1738–1740)
- Bonaventura Barberini (1740–1743)
- Marcello Kardinal Crescenzi (1746–1768)
- Bernardino Kardinal Giraud (1773–1777)
- Alessandro Kardinal Mattei (1777–1800) (dann Bischof von Palestrina)
- Paolo Patricio Fava Ghisleri (1807–1822)
- Carlo Kardinal Odescalchi (1823–1826)
- Gabriele Kardinal della Genga Sermattei (1834–1843)
- Ignazio Giovanni Kardinal Cadolini (1843–1850)
- Luigi Kardinal Vannicelli Casoni (1850–1877)
- Luigi Kardinal Giordani (1877–1893)
- Egidio Kardinal Mauri OP (1893–1896)
- Pietro Kardinal Respighi (1896–1900)
- Giulio Kardinal Boschi (1900–1919)
- Francesco Rossi (1919–1929)
- Ruggero Bovelli (1929–1954)
- Natale Mosconi (1954–1976)
- Filippo Franceschi (1976–1982) (dann Bischof von Padua)
- Luigi Maverna (1982–1986)

## Erzbischöfe von Ferrara-Comacchio
- Luigi Maverna (1986–1995)
- Carlo Caffarra (1995–2003) (dann Erzbischof von Bologna)
- Paolo Rabitti (2004–2012)
- Luigi Negri (2012–2017)
- Giancarlo Perego (seit 2017)